# Tico-tico no Fubá
Tico-Tico no Fubá é um choro composto por Zequinha de Abreu. Ficou internacionalmente conhecida na voz de Carmen Miranda, e com o tempo, tornou-se uma das canções brasileiras mais famosas do mundo.

## História
"Tico-Tico no Fubá" foi apresentada pela primeira vez em um baile na cidade de Santa Rita do Passa Quatro, em 1917, sob o título "Tico-Tico no Farelo". A canção recebeu seu nome atual em 1931, para evitar confusão com outra música de mesmo título, composta por Canhoto. No mesmo ano, foi gravada pela primeira vez em disco, pela Orquestra Colbaz. Embora essencialmente instrumental, "Tico-Tico no Fubá" também possui letras escritas por Eurico Barreiros e Aloysio de Oliveira, além de uma versão em inglês de Ervin Drake.
A organista Ethel Smith fez uma famosa gravação em 1941, que alcançou grande sucesso internacional, assim como uma versão de Ray Conniff. Em 1942, a canção foi regravada pela Rainha do Chorinho, Ademilde Fonseca.
A popularidade de "Tico-Tico no Fubá" atingiu seu ápice nos anos 1940, quando fez parte da trilha sonora de seis filmes de Hollywood, incluindo Bathing Beauty (1944) e It's a Pleasure (1945). A canção tem duas letras: uma escrita no Brasil e outra nos Estados Unidos, por Aloysio de Oliveira, para Carmen Miranda. Esta última a gravou pela Decca Records em 1945 e a apresentou no filme Copacabana  em 1947, contracenando com Groucho Marx.
Parte da história da canção foi contada no filme Tico-tico no Fubá, de 1952, dirigido por Adolfo Celi. Em 2006, o cantor Ney Matogrosso regravou a canção para o álbum Batuque. Em 2009, foi a vez da cantora baiana Daniela Mercury, que a incluiu em seu décimo terceiro álbum de estúdio, Canibália.
A seleção brasileira de nado sincronizado utilizou a canção como tema no XV Mundial de Esportes Aquáticos, realizado em Barcelona, em 2013. "Tico-Tico no Fubá" também foi executada na cerimônia de encerramento dos Jogos Olímpicos Rio 2016, interpretada por Roberta Sá em homenagem a Carmen Miranda.

## Na cultura popular

### Outras versões
A canção teve diversas regravações, sendo interpretada por artistas como Carmen Miranda - que produziu a regravação mais popular - Dalida, Michel Legrand, Mantovani, Roberto Inglez, Ray Conniff, Perez Prado, Orquestra Tabajara, Os Vocalistas Modernos, Henry Mancini, Stan Kenton, Charlie Parker, Tommy Dorsey, Paco de Lucia, Desi Arnaz, Les Brown, David Grisman, Waldir Azevedo, Garoto, Daniel Barenboim, Moreira Lima, Jacques Klein, Liberace, Lou Bega, Oscar Alemán, Paquito D'Rivera, Raphael Rabello, Armandinho, Paulo Moura, Pixinguinha, Ray Ventura, Marco Misciagna, João Bosco, Benedito Lacerda, Orquestra Filarmônica de Berlim, Percy Faith, Marc-André Hamelin, Edmundo Ros, Klaus Wunderlich, Xavier Cugat, Edson Lopes, Yamandu Costa e Dominguinhos.

### No cinema
| Ano  | Filme                        | Diretor                                                                            |
| ---- | ---------------------------- | ---------------------------------------------------------------------------------- |
| 1942 | Saludos Amigos               | Norman Ferguson / Wilfred Jackson / Jack Kinney / Hamilton Luske / William Roberts |
| 1943 | A Filha do Comandante        | George Sidney                                                                      |
| 1944 | Escola de Sereias            | George Sidney                                                                      |
| 1944 | Melodias Roubadas            | Del Lord                                                                           |
| 1944 | Abacaxi Azul                 | Ruy Costa                                                                          |
| 1945 | The Gay Senorita             | Arthur Dreifuss                                                                    |
| 1945 | Club Havana                  | Edgar G. Ulmer                                                                     |
| 1945 | É Um Prazer                  | William A. Seiter                                                                  |
| 1947 | Copacabana                   | Alfred E. Green                                                                    |
| 1952 | Tico-tico no Fubá            | Adolfo Celi                                                                        |
| 1953 | Estrella sin luz             | Ernesto Cortázar                                                                   |
| 1958 | Yo quiero ser artista        | Tito Davison                                                                       |
| 1987 | Radio Days                   | Woody Allen                                                                        |
| 1994 | Assassinatos na Rádio WBN    | Mel Smith                                                                          |
| 2004 | Ma vie en cinémascope        | Denise Filiatrault                                                                 |
| 2006 | Zuzu Angel                   | Sérgio Rezende                                                                     |
| 2013 | Minha Vida com Liberace      | Steven Soderbergh                                                                  |
| 2016 | A Luta                       | Bruno Bennec                                                                       |
| 2020 | Hunters (Série De Televisão) | Nelson McCormick                                                                   |

## Ligações Externas
- "Zonotriko en la Faruno", versão do Tico-Tico em Esperanto